# Derecho laboral de España
El Derecho Laboral de España o Derecho del Trabajo y de la Seguridad Social es la rama del Derecho español que regula las relaciones entre el empleador y los trabajadores así como la actividad de los sindicatos y la actuación del Estado especialmente en materia de la Seguridad Social en España. 
Se entiende por trabajo toda actividad llevada a cabo por el ser humano, sea a través de un esfuerzo físico o intelectual, dirigida a la producción, modificación o transformación de bienes y servicios, que reúna las cuatro características siguientes: voluntariedad (debe ser libremente prestado), ajenidad (los frutos del trabajo son para otro), dependencia (por cuenta ajena) y retribución (a cambio de un salario).

### Constitución
La Constitución, como norma suprema del Estado español recoge una serie de preceptos de naturaleza laboral así como principios generales con aplicación en el ámbito del trabajo. Entre las disposiciones de naturaleza laboral cabe destacar:
- Art. 1: España es un Estado social.
- Art. 7: Sindicatos como organismos de defensa y promoción de los intereses laborales y sociales de los trabajadores.
- Art. 28.1: Recoge el derecho a la sindicación.
- Art. 28.2: Recoge el derecho a la huelga, ampliado por el RD-L 7/1977, de relaciones laborales.
- Art. 35: Derecho y deber al trabajo y al salario suficiente.
- Art. 37: Derecho a la negociación colectiva y a tomar medidas de conflicto colectivo por trabajadores (y empresarios)
- Art. 149.1.7º: El Estado tiene competencia exclusiva sobre la legislación laboral; sin perjuicio de su ejecución por los órganos de las comunidades autónomas.

Además, el Derecho Laboral está muy influido por los derechos fundamentales que recoge la Constitución, especialmente el derecho a la igualdad y el principio de no discriminación (art. 14).

### Tratados internacionales
Los tratados internacionales firmados por España son fuente de derecho en España. En el ámbito laboral cabe destacar los acuerdos de la Organización Internacional del Trabajo, así como, en aplicación subsidiaria los derechos fundamentales recogidos en varias cartas de derechos como la Declaración Universal de los Derechos Humanos.

### Derecho comunitario
Las normas emanadas de las instituciones europeas han regulado de forma concreta varios aspectos del ámbito laboral de los Estados miembros para permitir la correcta aplicación de la libertad de circulación de los trabajadores. Las directivas y reglamentos europeos han hecho especial hincapié en la protección del derecho a la igualdad de los trabajadores comunitarios, entendiéndose como tales a los ciudadanos de países miembros de la Unión, la libertad para establecerse en cualquier territorio y la celeridad en el cobro de retribuciones en caso de quiebra del empleador.

### Derecho estatal
La legislación laboral en España es un conjunto de normas jurídicas que delimitan las condiciones de trabajo en España. 
Las Leyes de España están delimitadas por lo que dispone la Constitución Española, el Estatuto de los trabajadores y los reales decretos, leyes y demás normas jurídicas que los desarrollan. Entre las normas jurídicas que rigen sobre las condiciones de seguridad y salud en el trabajo destacan los siguientes:
- Constitución Española de 1978, la norma suprema o máxima del ordenamiento jurídico español, y que establece un marco legal para todos los derechos y libertades propios de un estado democrático.

- Real Decreto Legislativo 2/2015, de 23 de octubre, por el que se aprueba el texto refundido de la Ley del Estatuto de los Trabajadores. Es la norma principal que rige los derechos de los trabajadores en España.

- Ley 31/1995, de 8 de noviembre de Prevención de Riesgos Laborales[3]

- Real Decreto-Ley 5/1979, de 26 de enero, sobre creación del Instituto de Mediación, Arbitraje y Conciliación.[4]

- Ley Orgánica 11/1985, de 2 de agosto, de Libertad Sindical.[5]

- Real Decreto Legislativo 1/1994, de 20 de junio, de la Seguridad Social[6]

Lugares de trabajo
- Real Decreto 486/1997, de 14 de abril, por el que se establecen las disposiciones mínimas de seguridad y salud en los lugares de trabajo.[7]

Señalización de seguridad y salud
- Real Decreto 485/1997, de 14 de abril, sobre disposiciones mínimas en materia de señalización de seguridad y salud en el trabajo.[8]

Ambientes ruidosos
- Ley 37/2003, de 17 de noviembre, del Ruido.[9]

- Real Decreto 286/2006, de 10 de marzo, sobre la protección de la salud y la seguridad de los trabajadores contra los riesgos relacionados con la exposición al ruido.[10]

- Real Decreto 1316/1989, de 27 de octubre, sobre protección de los trabajadores frente a los riesgos derivados de la exposición al ruido durante el trabajo (derogado salvo para los sectores de la música y el ocio, en los que es vigente hasta el 15 de febrero de 2008).[11]

Riesgo eléctrico
- Real Decreto 614/2001, de 8 de junio, sobre disposiciones mínimas para la protección de la salud y seguridad de los trabajadores frente al riesgo eléctrico.[12]

- Guía técnica para la evaluación y prevención del riesgo eléctrico.[13]

- Real Decreto 842/2002, de 2 de agosto, por el que se aprueba el Reglamento Electrotécnico para Baja Tensión.[14]

Prevención de incendios
- Real Decreto 314/2006, de 17 de marzo, por el que se aprueba el Código Técnico de la Edificación.[15]

- Real Decreto 2267/2004, de 3 de diciembre, por el que se aprueba el Reglamento de seguridad contra incendios en los establecimientos industriales.[16]

Riesgos de explosiones
- Real Decreto 681/2003, de 12 de junio, sobre la protección de la salud y la seguridad de los trabajadores expuestos a los riesgos derivados de atmósferas explosivas en el lugar de trabajo.[17]

Equipo de protección individual
- Real Decreto 773/1997, 30 de mayo, sobre disposiciones mínimas de seguridad y salud relativas a la utilización por los trabajadores de equipos de protección individual.[18]

Manipulación de cargas
- Real Decreto 487/1997, de 14 de abril, sobre disposiciones mínimas de seguridad y salud relativas a la manipulación manual de cargas que entrañen riesgos, en particular dorsolumbares, para los trabajadores.[19]

Sustancias peligrosas
- Real Decreto 1254/1999, de 16 de julio, por el que se aprueban medidas de control de los riesgos inherentes a los accidentes graves en los que intervengan sustancias peligrosas.[20]

- Real Decreto 255/2003, de 28 de febrero, por el que se aprueba el Reglamento sobre clasificación, envasado y etiquetado de preparados peligrosos.[21]

Sustancias químicas
- Real Decreto 374/2001, de 6 de abril sobre la protección de la salud y seguridad de los trabajadores contra los riesgos relacionados con los agentes químicos durante el trabajo.[22]

- Real Decreto 363/1995, de 10 de marzo, por el que se aprueba el Reglamento sobre notificación de sustancias nuevas y clasificación, envasado y etiquetado de sustancias peligrosas.[23]

Agentes biológicos
- Real Decreto 664/1997, de 12 de mayo, sobre la protección de los trabajadores contra los riesgos relacionados con la exposición a agentes biológicos durante el trabajo.[24]

- Real Decreto 665/1997, de 12 de mayo, sobre la protección de los trabajadores contra los riesgos relacionados con la exposición a agentes cancerígenos durante el trabajo.[25]

Radiaciones ionizantes
- Real Decreto 783/2001, de 6 de julio, por el que se aprueba el Reglamento sobre protección sanitaria contra radiaciones ionizantes.[26]

Pantallas de visualización
- Real Decreto 488/1997, de 14 de abril, sobre disposiciones mínimas de seguridad y salud relativas al trabajo con equipos que incluyen pantallas de visualización.[27]

Empresas de trabajo temporal (ETT)
- Ley 14/1994, por la que se regulan las Empresas de Trabajo Temporal.[28]

- Real Decreto 216/1999, de 5 de febrero, sobre disposiciones mínimas de seguridad y salud en el trabajo en el ámbito de las empresas de trabajo temporal.[29]

### Convenios colectivos
Los convenios colectivos proceden de la negociación entre los empresarios o la patronal y los trabajadores o los sindicatos. Más exactamente derivan de la negociación colectiva entre los representantes de los trabajadores y los representantes de los empresarios. Puede haber convenios sectoriales, para un determinado ámbito laboral o convenios de empresa. En ellos se debe concretar ciertas disposiciones contenidas en las leyes de forma genérica, como la duración de la jornada o el nivel retributivo. Los convenios deben ser respetados como si de leyes se tratase.